# Hyperythra
Hyperythra is een geslacht van vlinders van de familie spanners (Geometridae), uit de onderfamilie Ennominae.

## Soorten
- H. bocki Oberthür, 1912
- H. lutea Stoll, 1781
- H. rubricata Warren, 1898
- H. susceptaria Walker, 1866
- H. swinhoei Butler, 1880